# Бобівці
Бобі́вці — село в Україні, у Сторожинецькій міській громаді Чернівецькому районі Чернівецької області. 

## Географія
Розташований за 14 км на північ від Сторожинця та 37 км від обласного центру м. Чернівці. Через село протікає річка Глиниця (права притока Пруту). Найближча залізнична станція — Сторожинець.

## Історія
Село розташоване в межах Прут-Сіретського межиріччя обабіч невеликої річки Глиниці, яка ділить його майже навпіл. Територія пронизана ярами та балками, має складний передгірський рельєф.
У листі польського князя було записано про заснування в 1421 році села Бобівці[джерело?]. За місцевими переказами назва села Бобівці виникла від того, що з давніх-давен в селі вирощували у великій кількості біб. За іншою версією походження назви села — колись тут проживав чоловік на ім'я Бобирло.
За переказами на місці сучасного села ще 300 років тому був густий непрохідний ліс, але згодом тут почали оселятися втікачі з Галичини та Бессарабії. Перша хата була побудована в районі Старого кута. Всі ліси вирубувалися, засівалися ділянки землі. Але й досі існує дуб, який за переказами зберігся ще з 1709 року[джерело?].
У січні 1775 року імперія Габсбургів після військового конфлікту між Туреччиною та Росією (1768—1774) отримала Буковину, на той час частину території Молдови. Після анексії в різні періоди село Бобівці входило до дистрикту Буковина, Буковинського округу Королівства Галичини та Володимирії, герцогства Буковина.
З 28 листопада 1918 року по 1940 рік село входило до складу Румунії, жудець Сторожинець. У той час більшість населення складали українці. За спогадами Собко Леонтіни Олексіївни (1921 рік народження) на горбі в центрі села стояв маєток пана Медведецького. Йому належали до 700 га лісу і до 300 га найкращої родючої землі.
Після пакту Молотова — Ріббентропа (1939 р.) Північна Буковина була анексована СРСР 28 червня 1940 р. В період 1941—1944 рр. вона знову ввійшла до Румунії, а у 1944 році знову зайнята СРСР.
За документами архів Сторожинецького райвоєнкомату у Другій світовій війні брали участь 78 жителів села, з них загинуло 51 чоловік. Багатьох учасників війни нагороджено орденами та медалями.У 1965 році в центрі було встановлено обеліск слави воїнам, які загинули під час війни{джерело}}.
Село Бобівці складається з шести кутів: Старий Кут, Козаки, Романка та Голий горб, Вівтар, Селище та Григорі.
Старий кут
За переказами Старий Кут, найперший з усіх кутів села Бобівці, утворився після поселення там чоловіка на ім'я Бобирло. Він вирубав невелику ділянку лісу і збудував собі дім.
Кут Козаки
За словами Собко Леонтіни Олексіївни ще в 1783 році там, де тепер розташований кут Козаки, першими жителями були дійсно козаки, які переселилися сюди після зруйнування Запорізької Січі. Вони перші побудували два будинки. На цьому куті проживає велика кількість людей із прізвищами Козак.
Кути Романка та Голий горб
Назва походить від першого жителя - чоловіка на ім'я Роман із своїми синами. За спогадами Козака Тодора Миколайовича (1908 р.) назва кута Голий горб пішла від того, що на цій місцевості усі горби були голими: не росла навіть трава, хоча кругом були ліси.
Кут Селище
Цей кут, заснований вже на початку XX століття, простягається на три кілометри на північний захід. Першим його поселенцем став Жалоба Іван Миколайович. Кут Селище відомий ще тим, що на перехресті дороги, що веде на Вівтар, колись була митниця (рогатка), яку утримувала родина євреїв. До тепер на цьому роздоріжжі стоїть як пам'ятник кам'яний хрест.
Кут Вівтар
За словами Савчук Катерини Георгіївни (1913 р.н.) за легендою колись на цьому куті була церква. Там і зараз є криниця з цілющою водою, яку люди на свято Івана Купала поки зійде сонце набирають. У цій церкві був дуже гарний вівтар звідки і пішла назва. До сьогодні на хуторі Вівтар існує Капличка та дзвіниця, освячена на Івана Хрестителя 7 липня. Біля стін каплички б'є джерело із землі.
Кут Григорі
Історично найсучасніший кут, який є центром села. Назва походить від імені чоловіка Григорій, який перший тут поселився.

## Населення
Мовний склад населення за даними переписів 1930 та 2001 року:
| Рік перепису | Всього, чол | українська | румунська | російська | їдиш | німецька | польська | чеська, словацька | білоруська | не відповіли |
| ------------ | ----------- | ---------- | --------- | --------- | ---- | -------- | -------- | ----------------- | ---------- | ------------ |
| 1930         | 2332        | 1328       | 578       | 326       | 38   | 32       | 28       | 1                 | -          | 1            |
| 1930, %      |             | 56,95      | 24,79     | 13,98     | 1,63 | 1,37     | 1,20     | 0,04              | -          | 0,04         |
| 2001, %      | 1852        | 99,35      | 0,05      | 0,49      | -    | -        | -        | -                 | 0,05       | -            |

Національний склад населення за даними перепису 1930 року у Румунії:
| Рік перепису | Всього, чол | українці | румуни | росіяни | євреї | німці | поляки | чехи, словаки | угорці | не відповіли |
| ------------ | ----------- | -------- | ------ | ------- | ----- | ----- | ------ | ------------- | ------ | ------------ |
| 1930         | 2332        | 1103     | 1097   | 43      | 35    | 20    | 28     | 1             | 1      | 1            |

### Мова
Розподіл населення за рідною мовою за даними перепису 2001 року:
| Мова            | Кількість | Відсоток |
| --------------- | --------- | -------- |
| українська      | 1840      | 99.35%   |
| російська       | 9         | 0.50%    |
| білоруська      | 1         | 0.05%    |
| румунська       | 1         | 0.05%    |
| інші/не вказали | 1         | 0.05%    |
| Усього          | 625       | 100%     |

## Промисловість
В селі з 30 березня 1947 року до середини 90-х років існував колгосп «Нове життя». За ним було закріплено — 2052 га земель, у тому числі орної — 701 га, лісу — 227 га. Вирощували зернові культури та буряки, займались тваринництвом, а також була розвинута промисловість. А саме 2 цехи з виготовлення продукції для потреб електрогрупи. Повний цикл деревообробної переробки, пилорама. Працював великий сувенірний цех, на якому виготовляли шкатулки та багато іншого, консервний завод.
Сьогодні значна частина бобівчан — безробітні, працюють в домашніх господарствах. У селі вирощують городину[джерело?].

## Освіта
На початку XX століття у селі була не одна школа, а у різні часи по дві-три, на різних кутах. У 1920 р. громадою села було побудовано дерев'яне приміщення на чотири класних кімнати і будинок з трьох кімнат для директора. У цій школі навчалося більше 100 учнів і працювало два вчителі. Викладання велося на румунській мові. В одному класі навчалися діти різного віку.
Протягом 1930—1939 років директором школи був Смоленський та його дружина Ріка. Є відомості, що у той період вчителі Е. Жуковський та О. К. Ластівка.
Цурик Домніка Григорівна (1922 р.н.) згадує що на Старому Куті була державна школа, у якій навчалося всього 60 дітей. Писали тоді ще луфком (олівцем), а один раз на тиждень — чорнилом. До 1940 року навчання велося румунською мовою.
У період з 1940—1944 рр. у районі створювалися початкові, неповні середні та середні школи, хати-читальні. На цей час у селі було 3 початкові школи, 11 вчителів, 112 учнів охоплені навчанням. Із встановленням радянської влади на Буковині у селі відкрили семирічну школу з українською мовою навчання, яка була підпорядкована МО УРСР. Навчання у школі проводилося у дві, а то й три зміни. З 1948 року директором школи був Мандибура М. Й. У 1952 році в селі за рахунок колгоспу «Нове життя» було побудовано нове приміщення школи на 8 класних кімнат. Пізніше біля нього добудували ще 2 приміщення на 5 класних кімнат. Педагогічний колектив нараховував 20-25 вчителів.
У 1954 році рішенням Чернівецького обласного виконкому депутатів трудящих за № 231/10 від 30.03. 1954 року семирічна школа реорганізована у загальноосвітню трудову політехнічну школу. У 1960-х роках у школі уже навчалося близько 300 учнів, працювала шкільна їдальня, діяв шкільний інтернат, спортивна кімната, фізичний та хіміко-біологічний кабінети, бібліотека, майстерня, спортивний та географічний майданчики, пришкільна ділянка площею 1,5 га. (Із історичної довідки, 1971 рік.)
У різний час директорами школи працювали: Пилипенко, Летвінов; завучами: Омельченко Н. П., Модус П. П., Мельник М. С., Солярик В.С, Самолова, Никифору І. П., Данилюк Л. М., Дубчак Г.І, Хоменко Г. М., Лучишин Є. М., Цуркан С. В.
У 1981 р. здано в дію нове сучасне типове триповерхове приміщення школи. Обладнані усі предметні кабінети, шкільна бібліотека, їдальня, спортивний зал, тир, комп'ютерний клас із 11 персональних комп'ютерів, актовий зал, майстерні.
З 15 жовтня 2013 року функціонує Бобовецький НВК.

## Архітектурні пам'ятки

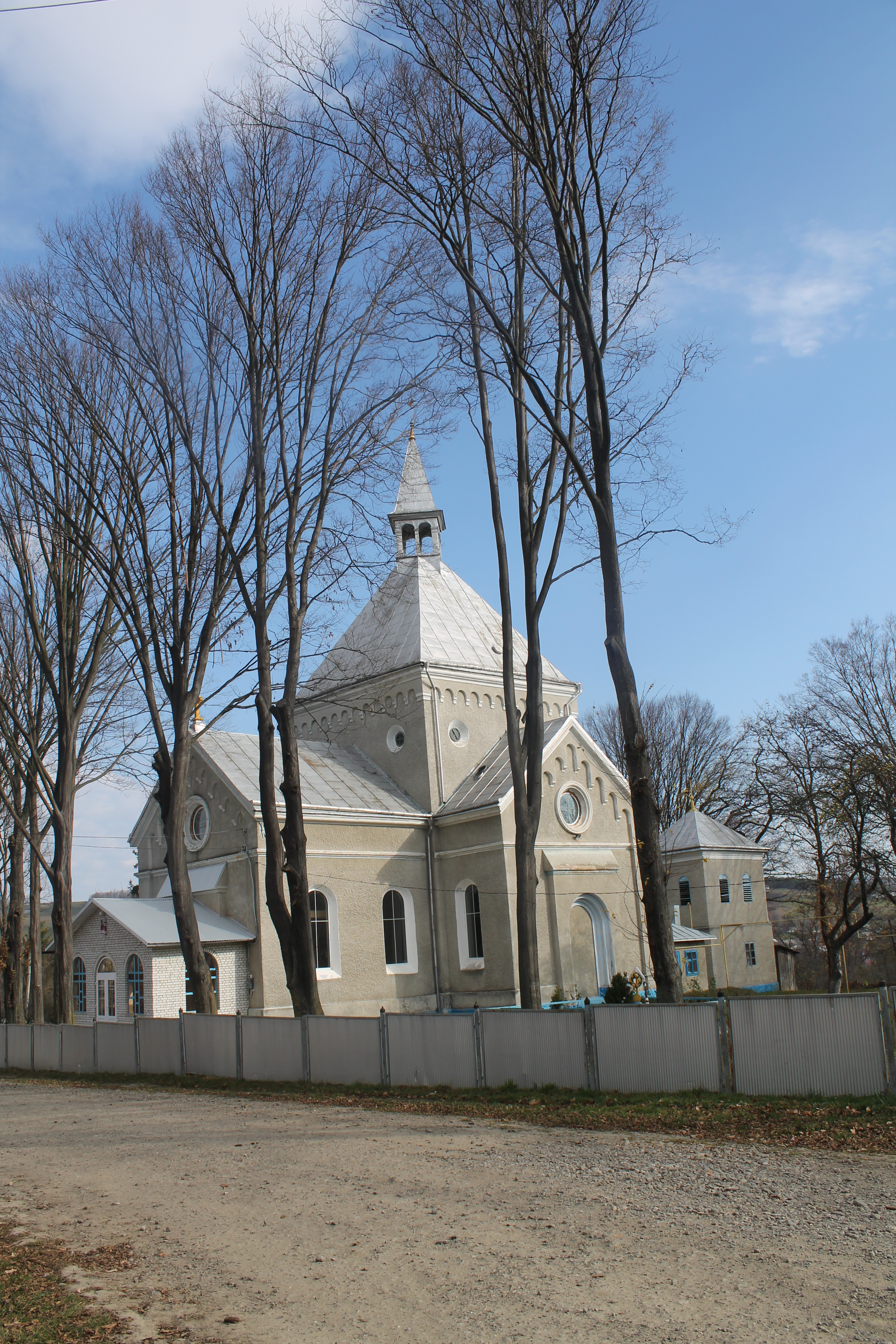
Свято-Успенська церква у Бобівцях

https://ridni.org/catalog/Бобівці?year=1880
До архітектурних пам'яток належить сімейний склеп родини пана Медведецького, збудований біля сільської церкви у 1622 році у вигляді каплиці, під якою розміщений склеп, де стоять 4 гроби.
https://castles.com.ua/bobesti.html
В центрі Бобівців на правому березі річки Глиниця в урочищі Григори — знахідки скіфського часу[джерело?].
Також у селі є пам'ятний знак, який встановлений вбитим у 1943 році євреям Бобівців і Старих Бросківців.
На сільському цвинтарі знаходиться пам'ятний обеліск з десятками імен загиблих воїнів німецькою мовою, встановлений у 1917 році Москалюк Марією як згадка про загиблих воїнів у І світовій війні.
Пам'ятник воїнам-односельчанам, які загинули у ІІ світовій війні.
На території села є церква Успіння Пресвятої Богородиці 1883 р. та дзвіниця, яку освятили ще 19 столітті на Першу Богородицю 28 серпня.
З давніх часів існує Капличка на хуторі Вівтар 1884 р. та дзвіниця, яка освячена на Івана Хрестителя 7 липня. Біля стін каплички б'є джерело із землі.
Відкрито пам'ятний знак «Небесній Сотні», обладнано майданчик[джерело?].

## Відомі постаті
- Бурятинський Петро Омелянович — педагог, громадський діяч. Почесний ветеран України. Кавалер ордена «За заслуги».
- Цурик Євген Іванович — академік Лісівничої академії наук України, професор кафедри лісової таксації та лісовпорядкування Національного лісотехнічного університету України, доктор сільськогосподарських наук.